# باب بدنارسکی
باب بدنارسکی (انگلیسی: Bob Bednarski؛ ۵ آوریل ۱۹۴۴ – ۲۲ فوریه ۲۰۰۴) وزنه‌بردار اهل ایالات متحده آمریکا بود.
وی در مسابقات کشوری و بین‌المللی در مجموع برندهٔ ۱ مدال طلا، ۱ مدال نقره، ۱ مدال برنز شده‌است.